# Between Friends
Between Friends är den kanadensiska sångaren Tamias fjärde studioalbum, utgivet i Sydafrika den 12 maj 2006 via skivbolaget Gallo Records och på hennes eget skivbolag Plus 1 i USA den 14 november 2006. Kort efter utgivningen av Tamias tredje studioalbum More fusionerades hennes dåvarande skivbolag Elektra Entertainment Group med Atlantic Records. Sångaren, som aldrig fått kreativ kontroll över tidigare projekt, erbjöds ett nytt skivkontrakt med Atlantic men hon valde att avböja erbjudandet för att istället bli indie-artist och få större kontroll över sin karriär. Efter grundandet av sitt eget skivbolag, Plus 1 Music Group, påbörjade sångaren arbetet på Between Friends.
Till skillnad från tidigare studioalbum av Tamia som skapades av många olika musikkompositörer, anlitade Tamia sin nära vän och tidigare samarbetspartner Shep Crawford för att skriva och producera majoriteten av albumet. Utöver det arbetade hon med den amerikanska musikproducenten Rodney "Darkchild" Jerkins och hans team på tre låtar och hjälpte själv till att skriva två albumspår. Musikjournalisters bemötande av albumet var blandat. Between Friends sades lyfta fram Tamias sångröst som hyllades samtidigt som vissa delar av produktionen kritiserades. 
Between Friends nådde plats 66 på amerikanska albumlistan Billboard 200 med en förstaveckasförsäljning på 16 000 exemplar. Fram till december 2007 hade studioalbumet sålts i 160 000 exemplar i USA och över 375 000 exemplar internationellt. Between Friends genererade tre musiksinglar: huvudsingeln "Can't Get Enough", "Me" och "Almost". Alla tre nådde topp-tjugo på den amerikanska singellistan Adult R&B Songs. Den 23 oktober 2007 återutgavs albumet med titeln A Gift Between Friends. Versionen innehöll en bonusskiva med julsånger.

## Bakgrund
Under slutet av 1990-talet erbjöds den kanadensiska sångaren och skådespelaren Tamia ett skivkontrakt av Sylvia Rhone och hennes nerläggningshotade Elektra Entertainment Group. Rhone såg potential i sångaren att kunna konkurrera med "andra skivbolags Mariahs och Whitneys". A Nu Day (2000), Tamias andra studioalbum blev en framgång för bolaget och guldbelönades av RIAA. Sångaren hann bara ge ut ett ytterligare album, More (2004), innan Rhone lämnade Elektra och bolaget fusionerades med Atlantic. Trots tidigare framgångar och flera hits som "Stranger in My House" (2000) och "Into You" (2003) hade Tamia liten kontroll över hur hennes musik skulle låta, pengarna hon tjänade och utgivningsdatumen för sina album. Efter sammanslagningen med Atlantic hade hon möjligheten att antingen skriva på ett nytt skivkontrakt med Atlantic eller lämna bolaget. Hon bestämde sig för det sistnämnda alternativet.
I november 2005 grundade Tamia sitt eget skivbolag Plus 1 Music Group. I en intervju kommenterade sångaren: "Det var viktigt för mig att börja ta kontroll över mitt liv. När du känner att du inte äger ditt liv är det viktigt. Det var ett naturligt steg som kvinna att vilja ta kontroll." Sångaren förklarade att det var hennes tidigare framgångar hos Elektra som möjliggjorde valet att bli indieartist. I en intervju förklarade hon: "Det är inte en möjlighet för alla men eftersom jag hade ett etablerat namn och har kultiverade relationer var det lite lättare." Hon skrev på ett kontrakt med Image Entertainment för paketering och distribuering av studioalbum i USA och samarbetade med andra företag i Kanada, Sydafrika och Japan. I en senare intervju med Clayton Perry från Blogcritics.org medgav Tamia: "Att vara indie är helt annorlunda. Du måste verkligen ha kunskap om industrin och vad du måste göra för att sälja album. Det krävs mycket arbete men mycket mera tillfredsställande eftersom du är involverad från början till slut. Allt du gör korrelerar till projektets framgång eller icke-framgång."

## Inspelning
Inom ett år efter grundandet av Plus 1 hade Tamia färdigställt sitt femte studioalbum. Efter uppbrottet från Atlantic hade hon fortsatt kontakt och nära relationer med personer i musikbranschen vilket hjälpte till att hålla kostnaderna nere under inspelningen av albumet. "Bara en bråkdel" användes av de 400 000 dollar som i vanliga fall behövdes för att spela in hennes album. I motsats till Tamias tidigare album där flera olika musikproducenter bidrog med material, valde sångaren att anlita den tidigare samarbetspartnern och vännen Shep Crawford för att skapa majoriteten av albumet. Om samarbetet sade Tamia: "Efter framgången med 'Stranger in My House' utvecklade vi en väldigt fin vänskap. Vi har verkligen bra kemi så det var väldigt lätt att skapa låtar. Vi sa alltid att vi skulle jobba tillsammans så när vi fick möjlighet att göra det och klev in i studion tänkte vi inte; 'nu ska vi göra ett helt album.' Det var mer i stil med; 'vi gör musik och ser vad som händer'."
"Jag visste vad jag ville göra för typ av musik och hur jag ville att albumet skulle låta. Allt jag och Shep behövde göra var att kliva in i studion och skapa."
Tamia och Crawford bokade två veckor i Transcontinental Studios i Tamias hemstad Orlando, Florida. Hon reste även till Pleasantville, New Jersey för att samarbeta med den amerikanska producenten Rodney "Darkchild" Jerkins på tre spår. Tamia beskrev skapandet av albumet som det lättaste någonsin då hon hade nära relationer till alla inblandade. Under en intervju med MSN konstaterade hon: "Det här var en skiva som jag ville ge till mina fans. Det fanns ingen annan agenda eller att jag ville nå en viss målgrupp, jag ville bara göra en klassisk R&B-skiva." Under skapandet av albumet hade Tamia en spelning i Sydafrika där hon framförde några av låtarna hon gjort tillsammans med Crawford. Enligt sångaren fick uppträdandet "fantastiskt bra respons" vilket fick henne att inse att hon var på rätt väg konceptuellt med albumet. Under flygturen hem bestämde sig Tamia för att döpa albumet till Between Friends, en titel som symboliserade samarbetet med Crawford.

## Komposition
Between Friends inleds med Jerkins-kompositionen "The Way I Love You", en R&B-låt i midtempo vars låttext skapades av Anesha Birchett, Antea Birchett, Delisha Thomas, Keli Nicole Price och Jerkins. I låten, som beskrevs som "medryckande" av Ebony Magazine, sjunger framföraren om en djup förälskelse. I en intervju sade Tamia att hon tyckte låten liknande "So Into You" (1998) och inkluderade låten på albumets innehållsförteckning av den anledningen. "Happy", en ytterligare midtempo-komposition och en av Tamia och Crawfords första samarbeten inför projektet, handlar om en relation som är på upphällningen. Mot låtens slut sjunger Tamias dotter, Myla, som då var tre år, en vers av låten. Albumets tredje spår, "Too Grown", är en upptempolåt vars instrumentalmusik består av en kraftig basgång och stråkinstrument. I låten är framföraren irriterad på en man som inte lämnar henne ifred på nattklubben. Tamia avfärdar mannen med textverser som: "Why don't you just give it up/ I'm not gettin' in your truck".
Tamia och Crawford spelade in nästföljande albumspår, "Me", redan år 2003 till hennes tredje studioalbum More (som då hade titeln Still) men låten inkluderades aldrig på innehållsförteckningen till det albumet. Balladen, som beskrivits som "soulfylld" och "dramatisk", handlar om kvinnlig egenmakt och en relation där framföraren inser att hon måste välja mellan sitt och partnerns välbefinnande. I låtens första verser sjunger Tamia: "I finally see that/ Loving you and loving me just don't seem to work at all". Det femte albumspåret och den tredje Jerkins-kompositionen; "Can't Get Enough", beskrevs som en "sexig ballad" av Tamia själv. Över "pulserande" takter fantiserar framföraren om att ha sex med sin partner och inleder låten med att klargöra: "I know you don't usually hear me talk like this/ But i got a little game that I wanna play". Som på tidigare studioalbum av Tamia innehåller Between Friends även en cover, den här gången på Aretha Franklins "Day Dreaming".
"En dag sade Shep - och jag vet inte vad vi pratade om - men han sade något som; 'Det är när kvinnan gråter som du är ok, det är när hon slutar att gråta som du ska börja bli nervös [...] Det är då som hon tänker och planerar'. Och såklart skrev han en låt om det."

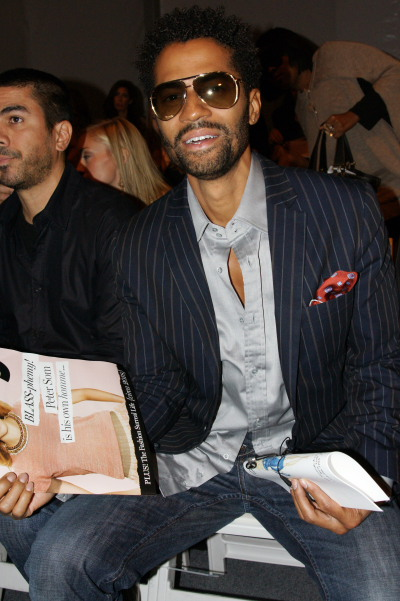
Den amerikanska R&B-sångaren Eric Benet medverkade på "Have to Go Through It".

Albumet fortsätter med balladen "Last First Kiss" där framföraren träffar ett nytt kärleksintresse och hoppas att han är den "rätte". "When A Woman" är en ytterligare ballad som, likt föregående spår, skrevs och producerades av Crawford. Tamia beskrev låten som en "självstärkande kvinnlig hymn". Between Friends avslutas med tre stillsamma kompositioner. "Why Can't It Be" beskrevs som glad och lättsam och kom till medan Tamia och hennes kolleger umgicks och hade roligt i inspelningsstudion. "Please Protect My Heart" hjälptes till att skivas av Tamias bästa vän Nora Payne som reste till Florida särskilt för ändamålet. Om albumets sista spår, "Love & I", sade Tamia: "'Love & I' är så mycket drama. När jag spelade in den låten påminde den mig om en film, när, du vet, kvinnan springer mot mannen. Låten är ungefär lika dramatisk. Den är kanske inte singelmaterial men när folk lyssnar igenom albumet kommer den kanske bli deras favorit."
Standardutgåvan av den Nordamerikanska och Europeiska versionen av Between Friends hade ytterligare låtar på innehållsförteckningen. Crawford-kompositionen "Almost" inkluderades som albumspår tre och beskrevs som en "hiphop ballad" av Tamia. I låten känner framföraren sentimentalitet över en kärleksrelation som aldrig hände med verser som: "I miss the times that we almost shared/ I miss the love that was almost there". Låten "Sittin' on the Job" var en interlude på den Sydafrikanska versionen albumet som Tamia utökade och gjorde till en hel låt. "Have to Go Through It" är en duett framförd med den amerikanska sångaren Eric Benet som tidigare samarbetat med Tamia på duetten "Spend My Life with You" som nådde förstaplatsen på amerikanska R&B-listan 1999.

## Lansering och marknadsföring
Between Friends gavs ut i Sydafrika den 12 maj 2006 via skivbolaget Gallo Records och i USA den 14 november 2006 via Plus 1 och Image Entertainment. Om den långa tiden mellan utgivningarna förklarade Tamia: "Skillnaden med att vara indie är att arbetet är annorlunda. Mitt kontrakt med Gallo i Sydafrika blev klart innan kontraktet i USA med Image Entertainment. På grund av internet har världen blivit mycket mindre så på det viset blev det bara." För att marknadsföra albumet besökte Tamia Vibe Magazines Vibe Studio Sessions där hon framförde låtar från albumet och intervjuades om sin karriär.
"Can't Get Enough" valdes ut som albumets huvudsingel och hade premiär i oktober 2006. Låten tog sig aldrig över topp-tjugo på amerikanska R&B-listan men blev en ytterligare framgång för sångaren på förgreningslistan Adult R&B där den nådde topp-tio. Låtens musikvideo filmades i Miami och hade premiär den 13 november 2006. Videon visades på VH1 Soul i USA och MTV Base i Storbritannien. "Me" gavs ut som albumets andra singel den 14 maj 2007 och nådde också topp-tio på singellistan Adult R&B. Dansremixer av låten gjorde att singeln nådde plats 11 på Hot Dance Club Play. "Almost" släpptes som den tredje och sista singeln från albumet den 13 november 2007. Låten matchade inte föregångarnas prestationer på topplistorna utan stannade istället på plats 59 på Hot R&B/Hip-Hop Songs och 19 på Adult R&B.

## Mottagande
Between Friends mottog mestadels positiv kritik från professionella musikjournalister och blev Tamias mest kritikerhyllade utgivning. Allmusic gav albumet titeln "Album Pick" vilket representerar en artists bästa album i karriären. Recensenten inledde med att skriva: "Between Friends är det fjärde studioalbumet av urban contemporary sångaren Tamia och den är fullproppad med nummer som ger prov på artistens spektakulära och elastiska sångtalang." Recensenten fortsatte: "[...] Between Friends erbjuder en mångfald, däribland medryckande klubblåtar, sensuella kärlekslåtar och mainstream pop och R&B. Musiken låter bra men det är Tamias instrument som är i huvudfokus."
Mindre imponerad var Mark Edward Nero från webbplatsen About.com. Nero skrev: "På sitt fjärde studioalbum, Between Friends, misslyckas den kanadensiska sångaren att skilja sig från mängden av andra söta, måttligt talangfulla sångare. Man ska inte säga att hon inte kan sjunga - hon har faktiskt en klar, stark röst. Men vad hon dessvärre inte har är a) förmåga att förmedla känslor; b) ett stort röstomfång; c) en annorlunda sångstil; och d) en personlighet. Många framgångsrika sångare lider av liknande problem men en kombination av alla fyra är ett totalsäkert recept för medelmåttlighet." Nero var särskilt kritisk mot albumspåret "Too Grown": "Tamias image är väldigt enhetlig och sofistikerad, hon verkar därför helt utom sitt rätta element på Rodney Jerkins-kompositionen 'Too Grown' där hon klagar på killar som flörtar med henne i nattklubben. Denna dansanta slagdänga hade fungerat fint med en yngre sångare men 30-något Tamia - som har varit gift med NBA-spelaren Grant Hill sedan 1999 och är mamma åt en liten flicka som blir 5 i januari - passar inte att sjunga låten."

## Kommersiell prestation
Between Friends gick in på plats 66 på amerikanska albumlistan Billboard 200 med 16 000 sålda exemplar första veckan efter utgivning. Detta var noterbart lägre försäljningssiffror i jämförelse med föregångaren More som gick in på plats 17 med 71 000 sålda exemplar år 2004. Albumet hade betydligt större framgångar på förgreningslistan Top R&B/Hip-Hop Albums där den gick in på plats 9 och därmed blev Image Entertainments högsta notering på listan. Fram till december 2007 hade studioalbumet sålts i 160 000 exemplar i USA och över 375 000 exemplar internationellt.

## Låtlista
| 1.           | "The Way I Love You"      | Anesha Birchett, Antea Birchett, Delisha Thomas, Keli Nicole Price, Rodney Jerkins | Rodney "Darkchild" Jerkins | 4:03  |
| 2.           | "Happy"                   | Shep Crawford, Kenya Ivey                                                          | Shep Crawford              | 5:13  |
| 3.           | "Too Grown for That"      | LaShawn Daniels, Rodney Jerkins                                                    | Rodney "Darkchild" Jerkins | 3:56  |
| 4.           | "Me"                      | Shep Crawford                                                                      | Shep Crawford              | 4:24  |
| 5.           | "Can't Get Enough"        | LaShawn Daniels, Rodney Jerkins                                                    | Rodney "Darkchild" Jerkins | 3:49  |
| 6.           | "Day Dreaming"            | Aretha Franklin                                                                    | Shep Crawford              | 3:21  |
| 7.           | "Last First Kiss"         | Shep Crawford, Shalonda Crawford                                                   | Shep Crawford              | 4:41  |
| 8.           | "When A Woman"            | Shep Crawford                                                                      | Shep Crawford              | 4:18  |
| 9.           | "Why Can't It Be"         | Tamia Hill, Shep Crawford                                                          | Shep Crawford              | 3:41  |
| 10.          | "Please Protect My Heart" | Shep Crawford, Nora Payne, Tamia Hill                                              | Shep Crawford              | 3:21  |
| 11.          | "Love & I"                | Shep Crawford                                                                      | Shep Crawford              | 5:21  |
| Total längd: | Total längd:              | Total längd:                                                                       | Total längd:               | 46:73 |

| 1.           | "The Way I Love You"                          | Anesha Birchett, Antea Birchett, Delisha Thomas, Keli Nicole Price, Rodney Jerkins | Rodney "Darkchild" Jerkins | 4:03  |
| 2.           | "Happy"                                       | Shep Crawford, Kenya Ivey                                                          | Shep Crawford              | 5:13  |
| 3.           | "Almost"                                      | Shep Crawford                                                                      | Shep Crawford              | 3:41  |
| 4.           | "Too Grown"                                   | LaShawn Daniels, Rodney Jerkins                                                    | Rodney "Darkchild" Jerkins | 3:56  |
| 5.           | "Me"                                          | Shep Crawford                                                                      | Shep Crawford              | 4:24  |
| 6.           | "Can't Get Enough"                            | LaShawn Daniels, Rodney Jerkins                                                    | Rodney "Darkchild" Jerkins | 3:49  |
| 7.           | "Day Dreaming"                                | Aretha Franklin                                                                    | Shep Crawford              | 3:21  |
| 8.           | "Sittin' on the Job"                          | Tamia Hill, Shep Crawford                                                          | Shep Crawford              | 2:34  |
| 9.           | "Last First Kiss"                             | Shep Crawford, Shalonda Crawford                                                   | Shep Crawford              | 4:41  |
| 10.          | "Why Can't It Be"                             | Tamia Hill, Shep Crawford                                                          | Shep Crawford              | 3:41  |
| 11.          | "When A Woman"                                | Shep Crawford                                                                      | Shep Crawford              | 4:18  |
| 12.          | "Become Us"                                   | Tamia Hill, Shep Crawford                                                          | Shep Crawford              | 4:44  |
| 13.          | "Have to Go Trough It" (featuring Eric Benet) | Shep Crawford                                                                      | Shep Crawford              | 3:50  |
| 14.          | "Please Protect My Heart"                     | Shep Crawford, Nora Payne, Tamia Hill                                              | Shep Crawford              | 3:21  |
| 15.          | "Love & I"                                    | Shep Crawford                                                                      | Shep Crawford              | 5:21  |
| Total längd: | Total längd:                                  | Total längd:                                                                       | Total längd:               | 61:18 |

| 16. | "Too Grown for That (Remix)"    | LaShawn Daniels, Rodney Jerkins | Rodney "Darkchild" Jerkins | 4:00 |
| 17. | "Daydreaming (DJ Hasebe Remix)" | Aretha Franklin                 | Shep Crawford, DJ Hasebe   | 3:48 |

| 1. | "Christmas Medley" ("O Holy Night"/"Winter Wonderland"/"Let It Snow") | Felix Bernard, Jule Styne, Richard Smith, Sammy Cahn | Shep Crawford | 6:07 |
| 2. | "This Christmas"                                                      | Donny Hathaway, Nadine McKinnor                      | Shep Crawford | 4:05 |
| 3. | "The Christmas Song"                                                  | Mel Tormé, Robert Wells                              | Shep Crawford | 3:43 |

## Medverkande
Information hämtad från Barnes & Noble
Framföranden
- Tamia – albumartist, sång
- Rodney Jerkins	– multi-instrument
- Jonathan Webb – basgitarr
- Eric Benét – sång
- Nora Payne – bakgrundssång
- Shep Crawford – stränginstrument, multi-instrument
- Kenya Ivey – bakgrundssång
- Lisa Ivey – bakgrundssång
- Robert Torres – gitarr
- Bryan Russell – basgitarr
- Agape Jerry – gitarr
- Anesha Birchett – bakgrundssång
- Shalonda Crawford – bakgrundssång
- Phillip Scott – ?

Tekniskt
- Aretha Franklin – kompositör
- Brian Gardner – mastering
- Tamia – kompositör
- Rodney Jerkins	– kompositör, producent, ljudproducent
- Nora Payne – kompositör, sångarrangemang
- Shep Crawford – kompositör, producent, sångarrangemang, ljudproduktion, arrangemang
- Kenya Ivey – kompositör, sångarrangemang
- Fred "Uncle Freddie" Jerkins III – kompositör
- Mike Sroka – ljudtekniker
- Delisha Thomas	– kompositör
- Anesha Birchett – kompositör
- Shalonda Crawford – kompositör

## Topplistor

### Veckolistor
| Lista (2006)                           | Högsta listplacering |
| -------------------------------------- | -------------------- |
| Japan (Oricon)                         | 81                   |
| USA Billboard 200                      | 66                   |
| USA Top R&B/Hip-Hop Albums (Billboard) | 9                    |
| USA Independent Albums (Billboard)     | 2                    |

### Årslistor
| Lista (2006)                           | Högsta listplacering |
| -------------------------------------- | -------------------- |
| USA Top R&B/Hip-Hop Albums (Billboard) | 55                   |
| USA Independent Albums (Billboard)     | 19                   |